# Giro di Campania 1960
Il Giro di Campania 1960, ventottesima edizione della corsa, si svolse il 30 marzo 1960 su un percorso di 246,7 km. La vittoria fu appannaggio dell'italiano Dino Liviero, che completò il percorso in 6h52'44", precedendo i connazionali Gastone Nencini e Pierino Baffi. 
Sul traguardo di Napoli 78 ciclisti portarono a termine la competizione. 

## Ordine d'arrivo (Top 10)
| Pos. | Corridore           | Squadra | Tempo    |
| ---- | ------------------- | ------- | -------- |
| 1    | Dino Liviero        | Torpado | 6h52'44" |
| 2    | Gastone Nencini     | Carpano | s.t.     |
| 3    | Pierino Baffi       | Ignis   | s.t.     |
| 4    | Graziano Battistini | Legnano | s.t.     |
| 5    | Renzo Accordi       | Torpado | s.t.     |
| 6    | Giorgio Tinazzi     | Ignis   | s.t.     |
| 7    | Aurelio Cestari     | Ignis   | s.t.     |
| 8    | Alessandro Fantini  | Gazzola | a 2'45"  |
| 9    | Federico Galeaz     | Torpado | s.t.     |
| 10   | Adriano Zamboni     | Torpado | s.t.     |